# QueQuality
QueQuality – polska wytwórnia muzyczna założona w 2014 roku przez rapera Kubę „Quebonafide” Grabowskiego.

## Historia
Raper Quebonafide po dobrze przyjętym przez krytyków pierwszym solowym materiale „Eklektyka”, zaczął pracę nad swoim debiutanckim albumem „Ezoteryka” i tym samym wraz ze startem promocji nowego wydawnictwa powołał do życia wytwórnię QueQuality. Niedługo później został podpisany pierwszy artysta wydający w wytwórni - Guzior.
W 2022 roku Quebonafide sprzedał swoje udziały w wytwórni swojemu wspólnikowi Dawidowi Szynolowi. Tym samym oddał mu pełną kontrolę nad firmą.

## Artyści
Obecnie zakontraktowani artyści: Bober, 4Money, Shhieda .
Dawniej zakontraktowani: Kosa, Miszel, Filipek, Przyłu, Szymi Szyms, OsaKa, Dalia, Favst, Quebonafide, Krzy Krzysztof, Piotr Cartman, VBS, PlanBe, Guzior, Kabe, Miszel, Szopeen, Szesnasty, Bokun, Q (Purpurowy Sesh), Kartky, Jeden, Wac Toja, Teken, Foux, Zey, Młodszy Joe, Deys, Łagu, Emes Milligan, Fiłoń, Leon, Klarenz, Futuryje (Gugas, Fredro), TrooM, Igrekzet, 2Na, Flaszki i Szlugi, Emas, Żabson, Slim Szczegi, Komil, Hary.

## Katalog albumów[4][5]
| Data                 | Autor                                        | Tytuł                                                   | Certyfikat         |
| -------------------- | -------------------------------------------- | ------------------------------------------------------- | ------------------ |
| 27 marca 2015        | Quebonafide                                  | Ezoteryka LP + Erotyka Mixtape                          | platynowa płyta    |
| 1 czerwca 2015       | Szesnasty                                    | Tego Pan nie poskłada Mixtape                           |                    |
| 10 czerwca 2015      | Guzior                                       | ylloM LP                                                |                    |
| 2015                 | Hary x Foux                                  | Hary x Foux LP                                          |                    |
| 22 lipca 2015        | Żabson                                       | NieKumam EP                                             |                    |
| 31 sierpnia 2015     | Kartky                                       | Shadowplay LP + Black Magic Mixtape                     |                    |
| 19 listopada 2015    | 2Na                                          | Vortex EP                                               |                    |
| 4 grudnia 2015       | Białas, Quebonafide                          | Demówka EP                                              |                    |
| 5 grudnia 2015       | Futuryje                                     | Fresher than a muthafucker LP                           |                    |
| 11 grudnia 2015      | Kartky                                       | Fuego Infinito LP                                       |                    |
| 15 grudnia 2015      | Deys                                         | TenDays EP                                              |                    |
| 4 marca 2016         | Flaszki i szlugi                             | Nareszcie LP                                            |                    |
| 12 marca 2016        | PlanBe x Lanek                               | Fantasmagoria LP                                        |                    |
| 10 kwietnia 2016     | Emas                                         | Pięć minut sławy LP                                     |                    |
| 4 czerwca 2016       | Szesnasty                                    | Pan tu nie stał LP                                      |                    |
| 17 czerwca 2016      | Quebonafide & QueQuality, Quebonafide & 2sty | Hip-hop 2.0 Mixtape + Elektryka Blendtape               | złota płyta        |
| 20 czerwca 2016      | Żabson                                       | Passion Fruits EP                                       |                    |
| 16 lipca 2016        | Nieznanyklarenz                              | Ofbitwarmup Mixtape                                     |                    |
| 16 września 2016     | Filipek                                      | Dekorator wnętrz LP                                     |                    |
| 19 listopada 2016    | Wac Toja                                     | High N Low Mixtape                                      |                    |
| 23 listopada 2016    | Paweł Bokun x Fonciak                        | Młode Raki EP                                           |                    |
| 25 listopada 2016    | Deys                                         | RokuPoraPiąta LP                                        |                    |
| 2 grudnia 2016       | Kartky x Emes Milligan                       | Nowe Kino LP                                            |                    |
| 16 grudnia 2016      | Paweł Bokun                                  | Pjes Uliczny LP                                         |                    |
| 24 lutego 2017       | Guzior                                       | Evil Twin LP                                            | złota płyta        |
| 2017                 | Paweł Bokun                                  | 200 po mieście Mixtape                                  |                    |
| 21 kwietnia 2017     | VBS                                          | Szukaj mnie LP                                          |                    |
| 28 kwietnia 2017     | Wac Toja                                     | High Quality LP                                         |                    |
| 3 maja 2017          | Young Lungs                                  | This Time Last Winter LP                                |                    |
| 9 czerwca 2017       | Quebonafide                                  | Egzotyka LP + Dla fanów Eklektyki/ Dla fanek Euforii EP | diamentowa płyta   |
| 30 czerwca 2017      | Filipek x Foux                               | Młody Bukowski LP                                       |                    |
| 28 lipca 2017        | Zey & Shdøw                                  | Bless EP                                                |                    |
| 2017                 | Quebonafide x Matheo                         | No to bajka EP                                          |                    |
| 15 września 2017     | PlanBe                                       | Insomnia LP                                             | złota płyta        |
| 13 listopada 2017    | Łagu                                         | Ekstrawersetyka LP                                      |                    |
| 17 listopada 2017    | Emes Milligan                                | Self-made man LP + Chapter I EP                         |                    |
| 8 grudnia 2017       | Filipek                                      | Gra na Emocjach LP                                      |                    |
| 29 grudnia 2017      | Młodszy Joe                                  | Joetown LP                                              |                    |
| 2 lutego 2018        | Teken                                        | Take Apart LP                                           |                    |
| 20 kwietnia 2018     | Kartky                                       | Blackout LP                                             |                    |
| 24 maja 2018         | VBS                                          | Z ŻYCIA WZIĘTE 2 Mixtape                                |                    |
| 8 czerwca 2018       | Guzior                                       | Evil Things LP                                          | 2x platynowa płyta |
| 20 lipca 2018        | Filipek, Filipek/101 Decybeli                | Rozdział zamknięty LP + Autorefleksja EP                |                    |
| 26 lipca 2018        | Zey                                          | Wyrzuciłem całe hajsy do fontanny LP                    |                    |
| 24 sierpnia 2018     | Szopeen                                      | Od początku LP                                          |                    |
| 14 grudnia 2018      | Kartky                                       | Black Magiic LP                                         | złota płyta        |
| 18 stycznia 2019     | PlanBe                                       | MODA LP + Złoty Chłopak EP                              | złota płyta        |
| 22 marca 2019        | Jeden                                        | HEAVEN LP                                               |                    |
| 29 marca 2019        | Filipek x Milu                               | Następny do piekła LP + Lekka Zamotka EP                | złota płyta        |
| 12 kwietnia 2019     | Przyłu x VBS                                 | SUR LP                                                  |                    |
| 24 maja 2019         | Wac Toja                                     | Turbo Boost LP                                          |                    |
| 2 sierpnia 2019      | Kartky                                       | Dom na skraju niczego LP                                | złota płyta        |
| 2 września 2019      | Bokun                                        | Paranoia LP                                             |                    |
| 19 września 2019     | Szopeen                                      | Paradox Mixtape                                         |                    |
| 27 września 2019     | Szesnasty                                    | Pan poczeka LP                                          |                    |
| 20 grudnia 2019      | Filipek, PSR                                 | Bipolar LP                                              |                    |
| 20 marca 2020        | QueQuality                                   | untiltled01 Mixtape                                     |                    |
| 1 kwietnia 2020      | Quebonafide                                  | Romantic Psycho LP                                      | diamentowa płyta   |
| 22 maja 2020         | Przyłu                                       | Juniper LP                                              |                    |
| 26 czerwca 2020      | Szymi Szyms                                  | Tokio Hotel LP + Hotel Indahouse Mixtape                |                    |
| 31 lipca 2020        | Piotr Cartman                                | Strefa dyskomfortu LP                                   |                    |
| 28 sierpnia 2020     | VBS                                          | Orange Shower LP                                        |                    |
| 25 września 2020     | Bober                                        | Poradnik Sukcesu LP                                     |                    |
| 23 października 2020 | PlanBe                                       | Planet Planek LP                                        |                    |
| 6 listopada 2020     | Szopeen                                      | Pamiętnik LP                                            |                    |
| 20 listopada 2020    | Kabe                                         | Mowgli LP                                               | Platynowa płyta    |
| 4 grudnia 2020       | Guzior                                       | Pleśń LP                                                | 3x platynowa płyta |
| 18 grudnia 2020      | Przyłu                                       | Homeless Boy LP                                         |                    |
| 29 stycznia 2021     | Filipek                                      | Gambit LP + Dodatek do życia EP                         |                    |
| 26 marca 2021        | Miszel                                       | W stronę światła LP                                     | Złota płyta        |
| 16 kwietnia 2021     | OsaKa                                        | Nindo LP                                                |                    |
| 18 czerwca 2021      | Miszel                                       | EUROTRAP EP                                             |                    |
| 27 sierpnia 2021     | VBS                                          | Lunapark LP                                             |                    |
| 3 września 2021      | Kosa                                         | Organiczne związki liryczne LP                          |                    |
| 15 października 2021 | Przyłu                                       | Przyjaciele czekają w domu LP + RAW Mixtape             |                    |
| 9 listopada 2021     | Favst/Gibbs                                  | Hample LP                                               | platynowa płyta    |
| 26 listopada 2021    | Miszel                                       | Summer Cotton EP                                        |                    |
| 17 grudnia 2021      | Bober                                        | Przemyślany Album LP + Nieprzemyślane EP                |                    |
| 4 lutego 2022        | Szymi Szyms                                  | Brzydkie LP                                             |                    |
| 29 kwietnia 2022     | Miszel                                       | No Face LP                                              | Złota płyta        |
| 6 maja 2022          | Miszel                                       | No Case LP                                              |                    |
| 3 czerwca 2022       | Opał/Floral Bugs                             | H4J4 LP                                                 |                    |
| 24 czerwca 2022      | Piotr Cartman                                | CZERŃ LP                                                |                    |
| 1 lipca 2022         | Kabe                                         | King Kong LP                                            | Platynowa płyta    |
| 7 października 2022  | Filipek                                      | Gra na Emocjach 2 LP                                    |                    |
| 25 listopada 2022    | QueQuality                                   | QMPLE LP + QNDLE Mixtape                                | platynowa płyta    |
| 31 grudnia 2022      | Kabe & Miszel                                | Złote Przeboje EP                                       | Platynowa płyta    |
| 21 kwietnia 2023     | Dalia                                        | BLUE HAWAII EP                                          |                    |
| 12 maja 2023         | Kosa                                         | BALANS LP                                               |                    |